# Призрачный удар
«Призрачный удар» (англ. Phantom Punch) — биографический фильм режиссёра Роберта Таунсенда о Сонни Листоне с Вингом Рэймсом в главной роли. Премьера состоялась в 2009 году. В фильме также играют Стейси Дэш, Николас Туртурро, Алан Ван Спранг, Дэвид Провэл и Бриджитт Уилсон.

## Сюжет
Драматическая история о жизни главного героя — профессионального боксера по имени Чарльз «Сони» Листон. Он стал чемпионом мира среди соперников тяжелого веса. Чарльз был нокаутирован «призрачным ударом» знаменитого по всему миру боксера Мохаммеда Али. Это произошло всего лишь на второй минуте начавшегося первого раунда матча-реванша.

## В ролях
| Актёр            | Роль              |
| ---------------- | ----------------- |
| Винг Рэймс       | Сонни Листон      |
| Стейси Дэш       | Джеральдин Листон |
| Бриджитт Уилсон  | Фара              |
| Николас Туртурро | Сесар Новак       |
| Дэвид Провэл     | Савино            |
| Рик Робертс      | святой отец       |
| Алан Ван Спранг  | Нико Орсо         |
| Эндрю Хинксон    | Мохаммед Али      |
| Эгидио Тари      | Бобби Зазо        |
| Брайан Пол       | шеф полиции       |
| Горд Рэнд        | Билл Мэки         |